# Mircea Fulger
Mircea Fulger (Hârsești, 26 gennaio 1959) è un ex pugile rumeno.

## Palmarès

### Olimpiadi
- 1 medaglia:
  - 1 bronzo (Los Angeles 1984 nei pesi superleggeri)